# Olof Fredholm
Lars Olof Fredholm, född 13 juni 1879 i Luleå, död 11 januari 1958 i Stockholm, var en svensk kulturtekniker. 
Han var son till Karl Fredholm och bror till Ivar Fredholm. 
Fredholm avlade mogenhetsexamen i Luleå 1897, lantmäteriexamen 1902, agronomexamen vid Ultuna lantbruksinstitut 1902 samt kulturteknisk examen vid Lantwirtschaftliche Hochschule i Berlin 1908. Efter tjänstgöring hos lantbruksingenjörerna i Norrbottens, Östergötlands, Örebro och Gävleborgs län anställdes Fredholm som byråingenjör 1911 i Lantbruksstyrelsen och blev byrådirektör där 1915. Han var lantbruksingenjör i Södermanlands län och norra Kalmar län 1918–1924 samt utnämndes 1924 till byråchef i Lantbruksstyrelsen vid dess kulturtekniska byrå. Han innehade offentliga sakkunniguppdrag och förtog studieresor inom de nordiska länderna samt till Tyskland, Österrike-Ungern, Nederländerna, Storbritannien, Frankrike, Spanien, USA och Kuba. 1924 invaldes Fredholm i Lantbruksakademien och blev 1932 ordförande för dess mekaniska avdelning. Bland Fredholms skrifter märks bland annat Om invallningar och deras betydelse (1917), Torrläggningsföretagen och jordbruket (1918), Täckdikningsfrågans lösning, ett livsvillkor för vårt jordbruks utveckling (1918), Om torrläggningsfrågors behandling i de fyra nordiska länderna (1921) och Nyare riktlinjer för planläggning och utförande av torrläggningsarbeten (1925). Hans främsta litterära arbete är redigerandet av avsnittet Torrläggning och bevattning i Svenska jordbrukets bok (1941), vars huvudsakliga del rörande vattenavledning och invallning Fredholm själv författade. Han är begravd på Norra begravningsplatsen utanför Stockholm.